# Переяславский 15-й драгунский полк

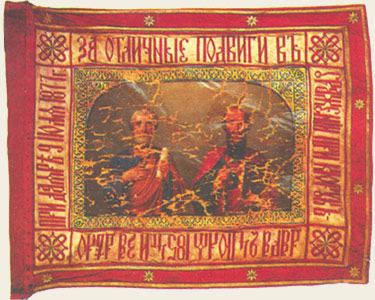
Штандарт Переяславского 15-го драгунского полка

15-й драгунский Переяславский Императора Александра III полк − сформирован 3 апреля 1856 года из четырех эскадронов (2-го, 3-го, 5-го и 8-го) Тверского драгунского полка и пополнен офицерами и нижними чинами, оставшимися от переформирования Новороссийского драгунского полка.

## История
Полк был сформирован в составе шести действующих и одного резервного эскадронов. Старшинство — от 20 августа 1798, по Тверскому кирасирскому (затем — драгунскому) полку (при формировании назывался кирасирский генерал-майора Церна).
17 апреля 1856 года назван драгунским Его Императорского Высочества Великого Князя Александра Александровича.
19 марта 1857 года назван Переяславским драгунским Его Императорского Высочества Великого Князя Александра Александровича.
31 июля 1862 года приведен в состав 4-х действующих эскадронов и одного резервного.

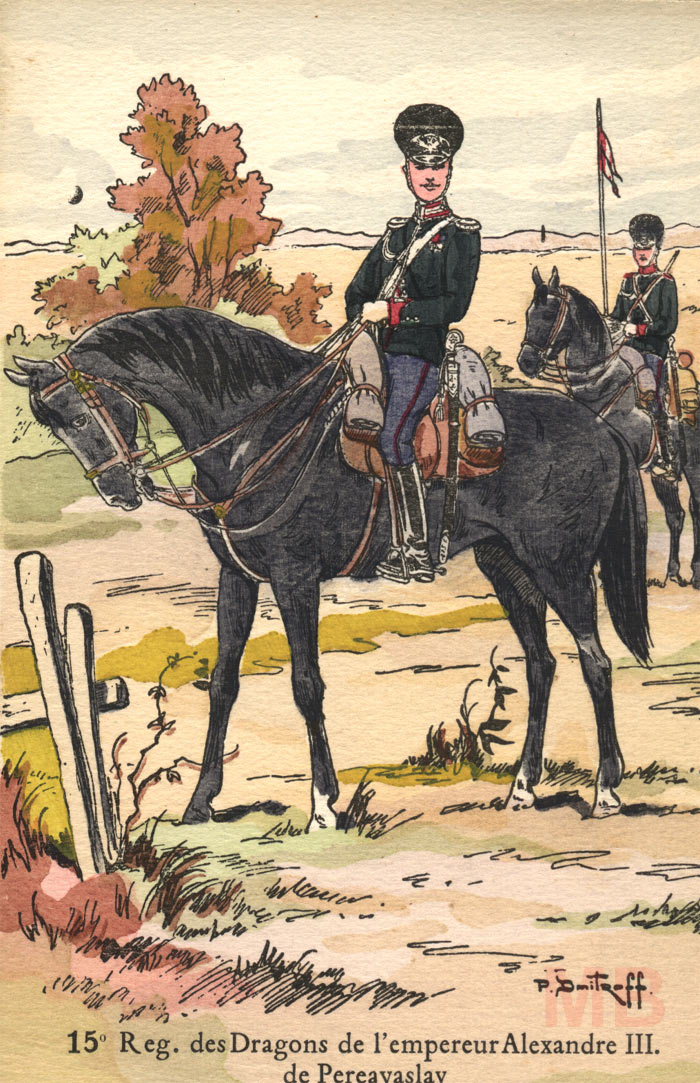
Военная форма Переяславского 15-го драгунского полка, 1914

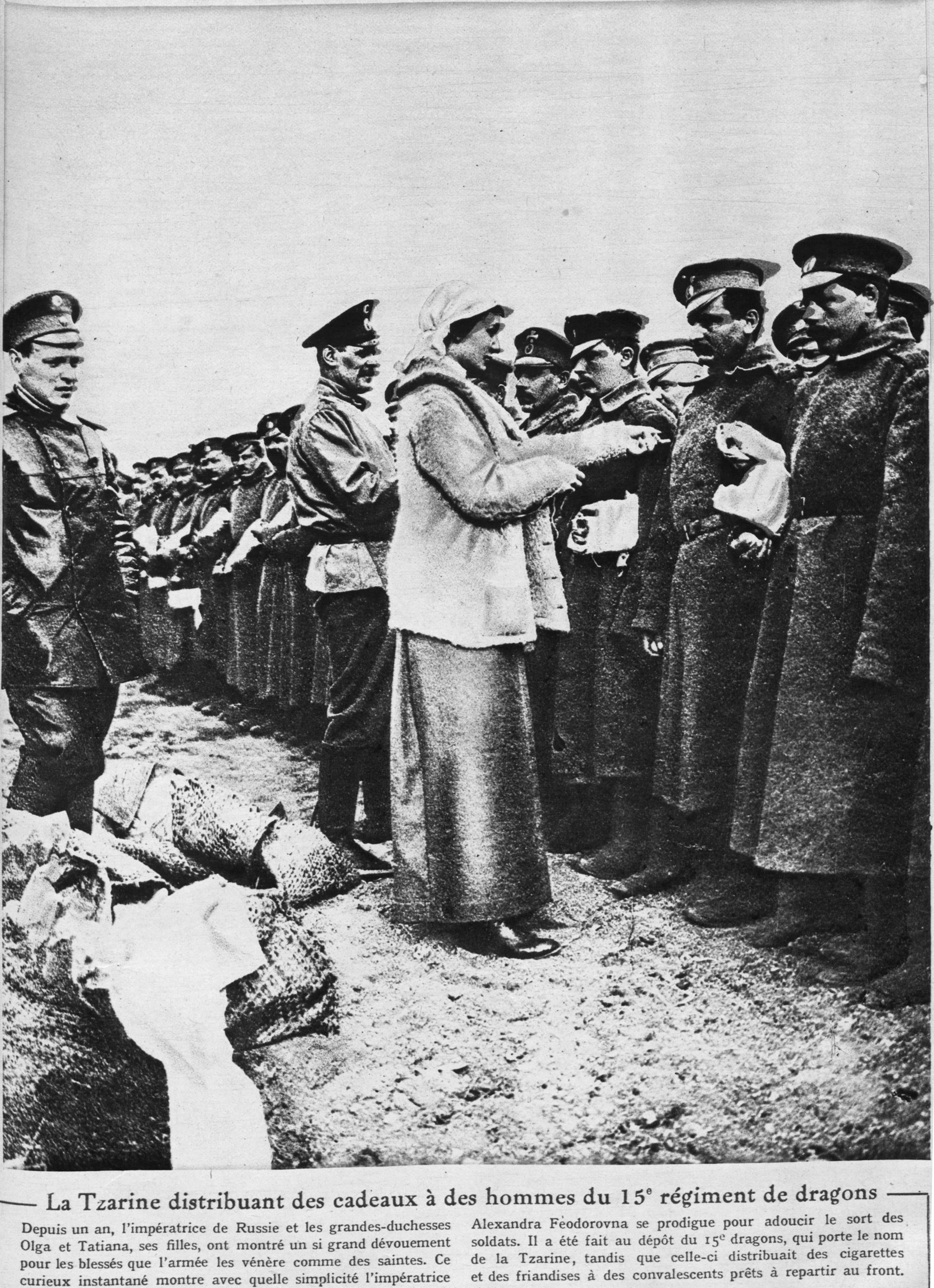
1915

25 марта 1864 года полку присвоен № 18 и он назван был 18-м драгунским Переяславским Его Императорского Высочества Великого Князя Александра Александровича.
2 декабря 1864 года резервный эскадрон отчислен от полка и повелено содержание его в отдельном от полка устройстве и управлении.
В начале 1865 года полк вошел в состав вновь сформированной Кавказской кавалерийской дивизии.
9 мая 1865 года назван 18-м драгунским Переяславским Его Императорского Высочества Наследника Цесаревича.
2 марта 1881 года назван 18-м драгунским Переяславским Его Величества.
18 августа 1882 года полку присвоен № 46 и он назван 46-м драгунским Переяславским Его Величества.
11 августа 1883 года приведен в 6-ти эскадронный состав. Запасной эскадрон переименован в 4-е отделение кадра Кавказского кавалерийского запаса.
31 декабря 1891 года согласно Высочайшему повелению, 46-й драгунский Переяславский Его Величества полк выступил из пределов Кавказского военного округа в Варшавский военный округ где был включен в состав вновь образованной 15-й кавалерийской дивизии.
11 февраля 1892 года , 4-е отделение кадра Кавказского кавалерийского запаса выступило из пределов Кавказского военного округа и поступило в состав 3-й бригады кавалерийского запаса.
2 ноября 1894 года полку повелено впредь именоваться 46-м драгунским Переяславским Императора Александра III-го.
В 1894—1907 гг. — 46-й драгунский Переяславский полк.

## Боевые отличия
1. георгиевский полковой штандарт за отличия в сражениях при Кюрюк-Дара, 24 июля 1854 г., и при Даяре, 9 июля 1877 г.;
2. знаки на шапки за подвиги при покорении западного Кавказа в 1864 г.;
3. 17 георгиевских труб за сражение при Деве-Бойну 23 октября 1877 г.

## Командиры
- 03.04.1856 — 05.05.1856 — полковник князь Абамелек, Семён Давыдович
- 20.07.1856 — 22.01.1857 — полковник Андрузский, Павел Владимирович
- 22.01.1857 — 28.01.1860 — флигель-адъютант полковник граф Толь, Николай Карлович
- 28.01.1860 — 17.04.1863 — полковник Джемарджидзе, Михаил Григорьевич
- 17.04.1863 — 15.06.1865 — полковник Кишинский, Ион Семёнович
- 31.07.1865 — 19.01.1870 — полковник Леонов, Николай Степанович
- 02.01.1870 — 12.10.1876 — полковник Леонов, Степан Степанович
- 12.10.1876 — 25.07.1879 — полковник Вельяминов-Зернов, Митрофан Алексеевич
- 16.10.1879 — 16.06.1890 — полковник Жанбеков, Жандемир
- 19.07.1890 — 20.02.1895 — полковник (с 14.11.1894 генерал-майор) Нуджевский, Василий Андреевич
- 03.03.1895 — 30.12.1897 — полковник Безрадецкий, Дмитрий Николаевич
- 15.01.1898 — 04.02.1904 — полковник Коломнин, Дмитрий Дмитриевич
- 07.02.1904 — 31.12.1908 — полковник Каджар, Шафи-Хан
- 18.01.1909 — 02.12.1914 — полковник Фосс, Сергей Францевич
- 15.12.1914 — 29.03.1915 — полковник Кобиев, Захарий Семёнович
- 06.04.1915 — 20.05.1915 — полковник Кобиев, Захарий Семёнович
- 13.06.1915 — 16.09.1915 — полковник Эгерштром, Николай Николаевич
- 16.09.1915 — 28.09.1916 — полковник Золотницкий, Пётр Николаевич
- 21.10.1916 — 10.09.1917 — полковник Корганов, Гавриил Григорьевич
- 10.09.1917 — после 30.09.1917 — полковник Хрущев, Михаил Александрович